# Stiftelsen Österbybruks Herrgård
Stiftelsen Österbybruks herrgård hette tidigare Bruno Liljefors stiftelse och bildades 1969.

## Historik
När Fagersta AB, som var tidigare ägare hade planer på att sälja några av herrgårdsbyggnaderna gick ett antal kulturintresserade personer vid den tiden samman för att genom den nybildade stiftelsen föra förhandlingar om överlåtande. Östra flygeln iordningställdes till värdshus och västra flygeln (brukskyrkan) skänktes till Films församling.
1983 fick stiftelsen ytterligare fastigheter från Fagersta AB när de la ner sin verksamhet i Österbybruk. Genom åren har man renoverat bl.a. den världsunika vallonsmedjan och det gamla brygghuset i parken som Bruno Liljefors hade som ateljé när han bodde på herrgården med sin familj 1917-1932. Under många somrar visades den Bruno Liljeforssamling som skänkts till Uppsala universitet av Lindorm och Marianne Liljefors där.
Stiftelsen Österbybruks herrgård har arrangerat många utställningar med konst- och kulturhistoriskt värde i Österbybruks herrgård, Liljeforsateljén och Ånghammaren. Framgångsrika utställningar har varit Anders Zorn, Carl Larsson, ”Med Tham och Tamm till bords” och ”Tidernas godis”.
Stiftelsen Österbybruks herrgård har genom åren utvecklat en omfattande visningsverksamhet för att levandehålla järnindustrins historia med tonvikt på vallonerna.